# Johan Heinrich Neuman

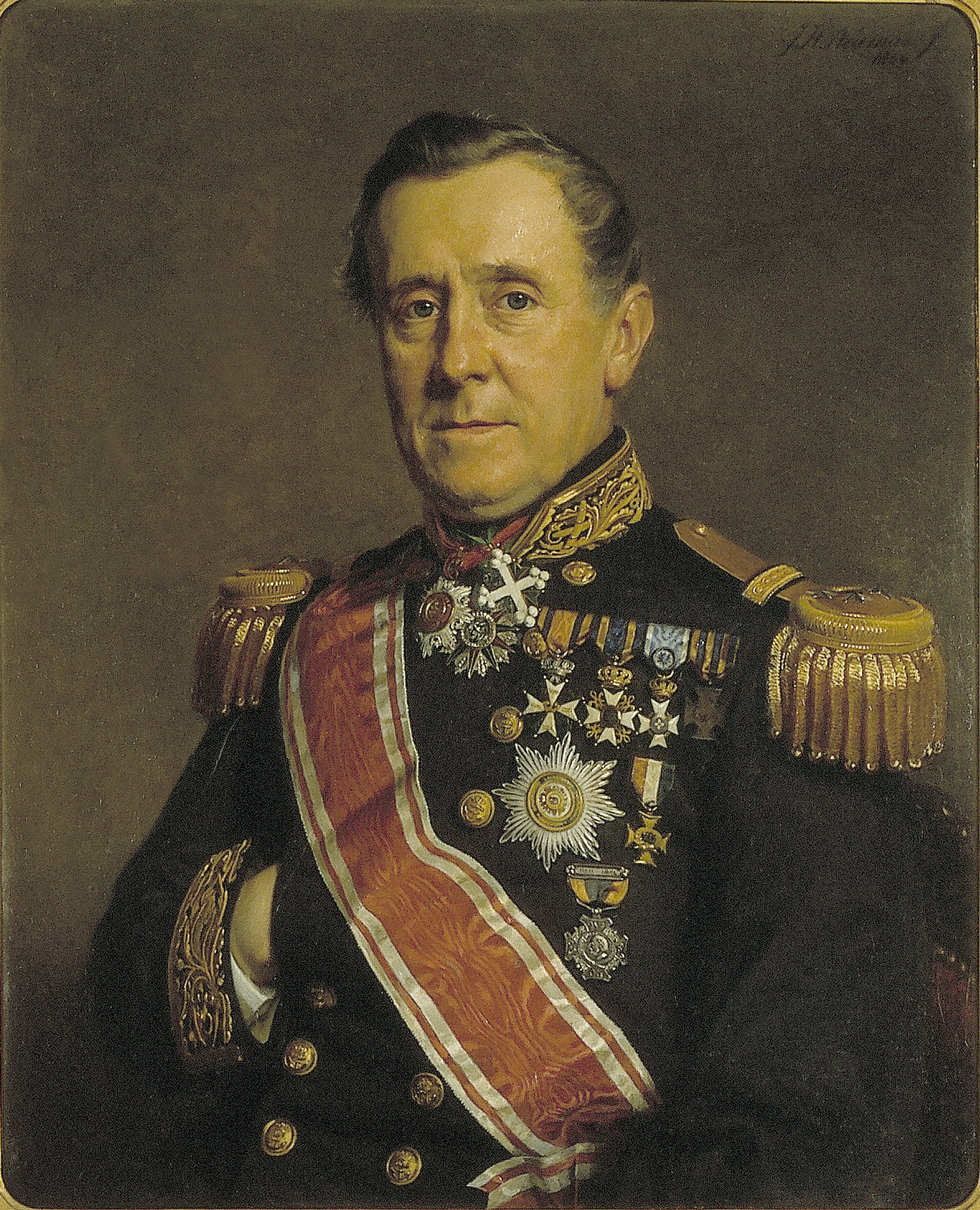
Porträt Gerhardus Fabius

Johan Heinrich Neuman, auch Johan Hendrik Neuman Gzn (* 7. Januar 1819 in Köln; † 14. April 1898 in Den Haag) war ein in Deutschland geborener niederländischer Porträt- und Miniaturmaler sowie Lithograf.
Neuman wurde als Sohn des Kaufmanns Gerrit Neuman (1785–1859) und Henriette Cornelia Nahuijs (1795–1844) aus Schoonhoven geboren. 
Neuman studierte an der Koninklijke Akademie van Beeldende Kunsten in Amsterdam bei Louis Henri de Fontenay, Jan Adam Kruseman und Nicolaas Pieneman. 
Er malte Genrebilder und vor allem Porträts, manchmal nach den fotografischen Vorlagen. Er fertigte auch Miniaturen auf Elfenbein und Lithografien an.
Neuman wurde 1849 Mitglied von „Arti et Amicitiae“ und stellte u. a. auf der „Ausstellung der lebenden Meister“ aus, zeigte auch Porträtminiaturen auf der Ausstellung in Rotterdam 1910. 
Er heiratete 1850 Aletta Catharina Petronella Elisabeth Theunisz. Aus dieser Ehe wurde die zukünftige Malerin Clasina Carolina Frederika Neuman (1851–1908) geboren.